# Presidenti della Provincia di Modena
Elenco dei presidenti dell'amministrazione provinciale di Modena.

## Regno d'Italia (1861-1946)

### Presidenti del Consiglio provinciale (1860-1927)
- Gaetano Parenti (1860-1861)
- Pietro Magiera (1861-1877)
- Tito Ronchetti (1877-1880)
- Claudio Sandonnini (1880-1881)
- Luigi Zini (1881-1884)
- Giuseppe Triani (1884-1895)
- Claudio Sandonnini (1895-1899)
- Giacomo Sacerdoti (1899-1902)
- Vincenzo Spinelli (1902-1903)
- Luigi Albinelli (1903-1907)
- Pier Luigi San Donnino (1907-1915)
- Carlo Gallicci (1915-?)

### Presidenti della Deputazione provinciale (1889-1927)
| Nº | Nº | Ritratto | Nome                                | Mandato | Mandato | Partito |
| Nº | Nº | Ritratto | Nome                                | Inizio  | Fine    | Partito |
| -- | -- | -------- | ----------------------------------- | ------- | ------- | ------- |
| 1  |    |          | Emilio Boccolari                    | 1889    | 1890    |         |
| 2  |    |          | Domenico Pardini                    | 1890    | 1898    |         |
| 3  |    |          | Pier Luigi San Donnino              | 1898    | 1904    |         |
| 4  |    |          | Vincenzo Spinelli                   | 1905    | 1905    |         |
| 5  |    |          | Lodovico Antonio Vaccari            | 1906    | 1915    |         |
| 6  |    |          | Giovanni Battista Taparelli         | 1915    | 1916    |         |
| 7  |    |          | Renzo Righi                         | 1917    | 1920    |         |
| 8  |    |          | Giovanni Trincas (facente funzioni) | 1921    | 1922    |         |
| 9  |    |          | Antonio Rizzi                       | 1923    | 1925    |         |
| 10 |    |          | Antonio Rebucci                     | 1925    | 1927    |         |

### Presidi del Rettorato (1927-1943)
| Nº | Nº | Ritratto | Nome                                | Mandato | Mandato | Partito                    |
| Nº | Nº | Ritratto | Nome                                | Inizio  | Fine    | Partito                    |
| -- | -- | -------- | ----------------------------------- | ------- | ------- | -------------------------- |
| 1  |    |          | Marco Arturo Vicini                 | 1927    | 1933    | Partito Nazionale Fascista |
| 2  |    |          | Clodo Feltri                        | 1933    | 1936    | Partito Nazionale Fascista |
| –  |    |          | Domenico Morelli (facente funzioni) | 1936    | 1937    | Partito Nazionale Fascista |
| 3  |    |          | Paolo Casati Rollieri               | 1937    | 1941    | Partito Nazionale Fascista |
| 4  |    |          | Gian Paolo Solmi                    | 1941    | 1943    | Partito Nazionale Fascista |

### Capi della Provincia (1943-1945)
|        |      | Ritratto | Nome               | Mandato          | Mandato          | Partito                       |
| Inizio | Fine | Ritratto | Nome               |                  |                  | Partito                       |
| ------ | ---- | -------- | ------------------ | ---------------- | ---------------- | ----------------------------- |
| 1      |      |          | Bruno Calzolari    | 25 ottobre 1943  | 10 dicembre 1943 | Partito Fascista Repubblicano |
| 2      |      |          | Pier Luigi Pansera | 10 dicembre 1943 | 12 maggio 1944   | Partito Fascista Repubblicano |
| 3      |      |          | Davide Fossa       | 12 maggio 1944   | 20 luglio 1944   | Partito Fascista Repubblicano |
| 4      |      |          | Giuseppe Girgenti  | 20 luglio 1944   | 3 aprile 1945    | Partito Fascista Repubblicano |
| 5      |      |          | Mirko Manzotti     | 3 aprile 1945    | 24 aprile 1945   | Partito Fascista Repubblicano |

## Repubblica italiana (dal 1946)

### Presidenti della Deputazione provinciale (1945-1951)
| Nº | Nº | Ritratto | Nome               | Mandato | Mandato | Partito                     |
| Nº | Nº | Ritratto | Nome               | Inizio  | Fine    | Partito                     |
| -- | -- | -------- | ------------------ | ------- | ------- | --------------------------- |
| 1  |    |          | Gregorio Agnini    | 1945    | 1945    | Partito Socialista Italiano |
| 2  |    |          | Giuseppe Cerchiari | 1945    | 1951    | Partito Socialista Italiano |

### Presidenti della Provincia (dal 1951)

#### Eletti dal Consiglio provinciale (1951-1995)
| Nº | Nº | Ritratto | Nome               | Mandato        | Mandato        | Partito                     | Elezione |
| Nº | Nº | Ritratto | Nome               | Inizio         | Fine           | Partito                     | Elezione |
| -- | -- | -------- | ------------------ | -------------- | -------------- | --------------------------- | -------- |
| 1  |    |          | Gaetano Bertelli   | 1951           | 1960           | Partito Socialista Italiano |          |
| 2  |    |          | Vittorino Morselli | 1960           | 1970           | Partito Socialista Italiano |          |
| 3  |    |          | Sergio Rossi       | 1970           | 1975           | Partito Comunista Italiano  |          |
| 4  |    |          | Saverio Asprea     | 1975           | 1980           | Partito Socialista Italiano |          |
| 5  |    |          | Giuseppe Nuara     | 1980           | 1985           | Partito Socialista Italiano |          |
| 6  |    |          | Giuliano Barbolini | 12 maggio 1985 | 5 maggio 1990  | Partito Comunista Italiano  |          |
| 7  |    |          | Giorgio Baldini    | 6 maggio 1990  | 22 aprile 1995 | Partito Socialista Italiano |          |

#### Eletti direttamente dai cittadini (1995-2014)
| Nº | Ritratto       | Ritratto       | Nome              | Mandato        | Mandato        | Partito                                 | Elezione |
| Nº | Ritratto       | Ritratto       | Nome              | Inizio         | Fine           | Partito                                 | Elezione |
| -- | -------------- | -------------- | ----------------- | -------------- | -------------- | --------------------------------------- | -------- |
| 8  |                |                | Graziano Pattuzzi | 23 aprile 1995 | 21 luglio 1999 | Partito Popolare Italiano La Margherita | 1995     |
| 8  | 21 luglio 1999 | 13 giugno 2004 | Graziano Pattuzzi | 1999           |                | Partito Popolare Italiano La Margherita |          |
| 9  |                |                | Emilio Sabattini  | 13 giugno 2004 | 8 giugno 2009  | La Margherita Partito Democratico       | 2004     |
| 9  | 8 giugno 2009  | 4 ottobre 2014 | Emilio Sabattini  | 2009           |                | La Margherita Partito Democratico       |          |

#### Eletti dai sindaci e consiglieri della provincia (dal 2014)
| Nº | Nº | Ritratto | Nome                  | Mandato         | Mandato         | Partito             | Elezione |
| Nº | Nº | Ritratto | Nome                  | Inizio          | Fine            | Partito             | Elezione |
| -- | -- | -------- | --------------------- | --------------- | --------------- | ------------------- | -------- |
| 10 |    |          | Gian Carlo Muzzarelli | 10 ottobre 2014 | 30 ottobre 2018 | Partito Democratico | 2014     |
| 11 |    |          | Gian Domenico Tomei   | 31 ottobre 2018 | 28 gennaio 2023 | Partito Democratico | 2018     |
| 12 |    |          | Fabio Braglia         | 29 gennaio 2023 | in carica       | Partito Democratico | 2023     |